# Synchlora diaphana
Synchlora diaphana är en fjärilsart som beskrevs av W. Warren 1901. Synchlora diaphana ingår i släktet Synchlora och familjen mätare. Inga underarter finns listade i Catalogue of Life.